# Megyeri Boglárka
Megyeri Boglárka (Budapest, 1987. július 19. –) válogatott labdarúgó, középpályás.

## Pályafutása

### Klubcsapatban
2004-ben mutatkozott be az élvonalban a Viktória FC csapatában. A szombathelyi együttessel egy bajnoki címet és három magyar kupát nyert. 2013 nyarán az osztrák FC Südburgenland együtteséhez igazolt, mellette párhuzamosan futsal karrierjét építette. 2019-ben az Astra HFC csapatához szerződött, azonban nem lépett pályára. Jelenleg a szekszárdi Agenta Girls futsal csapatánál játszik.

### A válogatottban
2007 és 2012 között 15 alkalommal szerepelt a válogatottban és egy gólt szerzett.

## Sikerei, díjai
- Magyar bajnokság
  - bajnok: 2008–09
  - 2.: 2004–05, 2006–07, 2007–08, 2009–10, 2010–11, 2011–12
  - 3.: 2005–06, 2012–13
- Magyar kupa
  - győztes: 2008, 2009, 2011
  - döntős: 2012

## Statisztika

### Mérkőzései a válogatottban
| Magyarország | Magyarország         | Magyarország                     | Magyarország | Magyarország | Magyarország | Magyarország | Magyarország | Magyarország |
| #            | Dátum                | Helyszín                         | Hazai        | Eredmény     | Vendég       | Kiírás       | Gólok        | Esemény      |
| ------------ | -------------------- | -------------------------------- | ------------ | ------------ | ------------ | ------------ | ------------ | ------------ |
| 1.           | 2007. március 14.    | Szenc                            | Szlovákia    | 2 – 3        | Magyarország | barátságos   | 1            | 66' 72'      |
| 2.           | 2008. október 2.     | Montereale Valcellina            | Olaszország  | 3 – 0        | Magyarország | Eb-selejtező | -            | 46'          |
| 3.           | 2009. június 3.      | Ptuj                             | Szlovénia    | 2 – 5        | Magyarország | barátságos   | -            | 58'          |
| 4.           | 2010. november 26.   | Győr, ETO Park                   | Magyarország | 3 – 4        | Csehország   | barátságos   | -            | 46'          |
| 5.           | 2010. november 28.   | Lanžhot                          | Csehország   | 1 – 2        | Magyarország | barátságos   | -            | 68'          |
| 6.           | 2011. május 17.      | Zalaegerszeg, Andráshidai pálya  | Magyarország | 1 – 0        | Horvátország | barátságos   | -            |              |
| 7.           | 2011. június 7.      | Telki                            | Magyarország | 0 – 1        | Kanada       | barátságos   | -            | 64'          |
| 8.           | 2011. augusztus 23.  | Arad                             | Románia      | 4 – 2        | Magyarország | barátságos   | -            | 65'          |
| 9.           | 2011. augusztus 25.  | Pécska                           | Románia      | 2 – 0        | Magyarország | barátságos   | -            |              |
| 10.          | 2011. szeptember 21. | Oslo                             | Norvégia     | 6 – 0        | Magyarország | Eb-selejtező | -            |              |
| 11.          | 2012. március 5.     | Vila Real de Santo António (POR) | Magyarország | 1 – 2        | Wales        | Algarve-kupa | -            | 85'          |
| 12.          | 2012. március 7.     | Quarteira (POR)                  | Magyarország | 1 – 2        | Írország     | Algarve-kupa | -            | 72'          |
| 13.          | 2012. május 23.      | Telki                            | Magyarország | 0 – 4        | Ukrajna      | barátságos   | -            | 66'          |
| 14.          | 2012. június 16.     | Reykjavík                        | Izland       | 3 – 0        | Magyarország | Eb-selejtező | -            | 60'          |
| 15.          | 2012. augusztus 24.  | Ópazova                          | Szerbia      | 2 – 3        | Magyarország | barátságos   | -            | 55'          |
|              | Összesen             |                                  |              | 15           | mérkőzés     |              | 1            | gól          |